# (5190) 1990 UR2
(5190) 1990 UR2 là một tiểu hành tinh vành đai chính. Nó được phát hiện bởi Seiji Ueda và Hiroshi Kaneda ở Kushiro, Hokkaidō, ngày 16 tháng 10 năm 1990.